# Joachim-Ernst Gierspeck
Joachim-Ernst Gierspeck (* 21. Juli 1929 in Zerbst) ist ein deutscher Ingenieur und ehemaliger Politiker der DDR-Blockpartei Liberal-Demokratische Partei Deutschlands (LDPD).

## Leben
Gierspeck stammt aus einer Handwerkerfamilie. Nach dem Besuch der Schule nahm er eine Lehre als Zimmerer auf und wurde später Ingenieur. Zu Beginn der 1960er Jahre war er Abteilungsleiter im VEB Kraftwerke Lübbenau und in den 1980er Jahren Abteilungsleiter im VE Kombinat Braunkohlenkraftwerke, Stammbetrieb Jänschwalde in Lübbenau.

## Politik
Er trat der 1945 in der Sowjetischen Besatzungszone neugegründeten LDPD bei. Bei den Wahlen zur Volkskammer der DDR war Gierspeck Kandidat der Nationalen Front der DDR. Von 1963 bis 1990 war er Mitglied der LDPD-Fraktion in der Volkskammer.